# Johnny Valiant
Johnny Valiant (* 25. November 1946 in Pittsburgh; † 4. April 2018 in Ross Township; wirklicher Name: Thomas Sullivan) war ein US-amerikanischer Wrestler und Wrestlingmanager, der durch seine Zeit in der WWWF (dem Vorläufer der WWE) und der WWF bekannt wurde.

## Leben
Sullivan wuchs im Pittsburgher Stadtteil North Hills in der Nachbarschaft von Bruno Sammartino auf. Schon als Kind war er fasziniert vom Wrestling. Später bat er Sammartino um Rat. Die beiden wurde Freunde und er vermittelte ihn an The Sheik, der ihn von Al Costello trainieren ließ und ihm seine ersten Matches vermittelte. Sein Ringdebüt hatte Sullivan 1967. Anschließend bereiste er die verschiedenen regionalen Territorien.
Von 1969 bis 1973 trat er als John L. Sullivan für die WWWF auf. Er wurde als Midcard-Babyface gebucht und trat unter anderem gegen Killer Kowalski und Toru Tanaka an.
Bei einem Auftritt lernte er Jimmy Valiant kennen, der der den Mann unter seine Fittiche nahm. Er vermittelte ihn an die World Wrestling Association, wo Dick the Bruiser das Booking übernahm. Er teamte ihn zusammen mit Jimmy Valiant und benannte ihn in Johnny Valiant um. In der Storyline waren die beiden Brüder und traten als The Valiant Brothers auf. Insgesamt vier Mal konnten sie den WWA World Tag Team Championship erringen. Zusätzlich gewannen beide den NWA World Tag Team Championship (San Francisco Version). 1974 wurden beide auch WWWF World Tag Team Champions. In der WWWF wurde er zusammen mit einem weiteren Storyline-Bruder namens Jerry Valiant 1979 erneut Tag-Team-Champion.
1981 beendete er seine aktive Wrestlingkarriere und wurde Wrestlingmanager. Dort trat er unter dem Pseudonym Luscious Johnny V auf. Anfang der 1980er managte er den frühen Hulk Hogan in der AWA. Anschließend kehrte er zur WWF, wie sich die WWWF nun nannte zurück und managte dort Brutus Beefcake. Zusammen mit diesem trat er bei WrestleMania 2 auf, wo Beefcake ein Match gegen David Sammartino, der von seinem Vater Bruno begleitet wurde. Valiant und Beefcake traten außerdem regelmäßig in der WWF-Sendung WWF Championship Wrestling auf.
Mai 1985 formierte er zusammen mit Jimmy Hart ein Tag-Team namens The Dream Team, bestehend aus Brutus Beefcake und Greg Valentine. Die beiden WWF Tag Team Champions traten mit ihren Managern bei Wrestlemania 2 auf, wo sie gegen The British Bulldogs Davey Boy Smith und Dynamite Kid verloren. Vor Wrestlemania III nahm er Dino Bravo „unter Vertrag“, der Beefcake hintergang um neues Mitglied des Dream Teams zu werden.
Neben der Arbeit als Manager wurde er auch als Kommentator bei WWF Wrestling Challenge eingesetzt, wo er für Bobby Heenan einsprang, wenn dieser als Manager auftrat. Er war außerdem der erste Manager von Demolition, bevor Mr. Fuji diesen Job übernahm.
1987 hatte er seinen letzten Auftritt als Manager bei der ersten Survivor Series. er trat noch einige Male als Jobber an, bevor er noch etwa ein Jahr als Manager in der AWA aktiv war. 1996 wurde er zusammen mit Johnny Valiant in die WWE Hall of Fame aufgenommen.
Später trat Sullivan als Schauspieler auf und hatte mehrere Auftritte bei The Sopranos, wo er den Bodyguard von Carmine Lupertazzi mimte, und Law & Order, dort ebenfalls unter seinem Wrestlernamen. Außerdem hostete er die kurzlebige Night-Show An Evening with Johnny Valiant.
Am 4. April 2018 starb Sullivan bei einem Unfall, als er in den frühen Morgenstunden von einem Pickup-Truck erfasst wurde. Er starb auf dem Weg ins Krankenhaus.

## Titel und Ehrungen
- Big Time Wrestling (San Francisco) 
  - NWA World Tag Team Championship (San Francisco version) (1×) – mit Jimmy Valiant[6]
- Championship Wrestling from Florida
  - NWA Florida Tag Team Championship (1×) – mit Jimmy Valiant[7]
  - NWA United States Tag Team Championship (Florida version) (1×) – mit Jimmy Valiant[8]
- Georgia Championship Wrestling
  - NWA Georgia Tag Team Championship (1×) – mit Jimmy Valiant[9]
- Pro Wrestling Illustrated
  - PWI Tag Team of the Year (1974) – mit Jimmy Valiant[10]
- World Wide Wrestling Federation
  - WWE Hall of Fame (1996)
  - WWWF World Tag Team Championship (2×) – mit Jimmy Valiant (1) und Jerry Valiant (1)[11]
- World Wrestling Association
  - WWA World Heavyweight Championship (1×)[12]
  - WWA World Tag Team Championship (4×) – mit Jimmy Valiant[2]

## Filmografie
- 2012: Thumbs Up (Dokumentarfilm)
- 2008: The Wrestler – Ruhm, Liebe, Schmerz (The Wrestler)
- 2006: The Absolute Truth About Pro Wrestling (Dokumentarfilm)
- 2005: Luscious Johnny: The Wrestler (Dokumentarfilm)
- 2002–2007: Die Sopranos (Sopranos)
- 2000: Mahnhattan Chase
- 1999: Kill by Inches